# 维克多·庞德尼克
维克多·弗拉基米罗维奇·庞德尼克（俄语：Виктор Владимирович Понедельник，1937年5月22日—2020年12月5日），俄罗斯足球教练，曾效力蘇聯國家足球隊。

## 生平
庞德尼克1956年效力于地方球队罗斯特马什，1958年转会至顿河畔罗斯托夫海燕队，同年受邀加入苏联。1960年歐洲國家盃是苏联唯一一次获胜的重要锦标赛，在当年对阵南斯拉夫的主场决赛中，庞德以加时赛决胜破门。1966年，庞德尼克退役挂靴，自此体重暴增，并接受阑尾炎手术。职业生涯期间共出场29次，打入20球（一说21球）。
后来担任教练、体育记者、体育媒体编辑及俄罗斯总统顾问。晚年担任《足球》周刊记者、编辑和总编。他因对苏联和俄罗斯体坛的贡献多次获奖。已婚，育有三子，有四个孙子。
2015年8月28日，顿河畔罗斯托夫奥林巴斯二号体育场的庞德尼克雕像揭幕。

## 荣誉

### 国家队
苏联
- 欧洲足球锦标赛：1960年

### 个人
- 欧洲足球锦标赛：金靴奖 / 最佳阵容（1960年）
- 苏联荣誉体育硕士（英语：Unified Sports Classification System of the USSR and Russia）
- 荣誉勋章：1980年
- 友谊勋章：1997年
- 橄榄球联盟荣誉骑士勋章：2009年
- 罗斯托夫州服务勋章：2013年[4]